# 삼렬 성운
삼렬 성운(三裂 星雲, M20 혹은, NGC 6514)은 궁수자리에 있는 H II 영역이다. 세 개로 나뉜 모습 때문에 삼렬 성운으로 불리지만 실제론 4가닥으로 보인다.
M20은 지구에서 2,000~9,000광년 떨어져 있으며, 겉보기 등급은 6.3등급이다. 시직경은 20분이다.
2005년에 미국 항공 우주국의 적외선 망원경 스피처 우주 망원경에 의해서, 가시 광선으로 볼 수 없었던 30개의 미성숙 별과 120개의 아기 별들을 발견하였다.

## 같이 보기
- 메시에 천체
- 신판일반목록
- Islands (킹 크림슨의 음반) (삼렬 성운을 커버로 사용한 음반)